# Victor Patiño-Fomeque
 (juillet 2018).
Si vous disposez d'ouvrages ou d'articles de référence ou si vous connaissez des sites web de qualité traitant du thème abordé ici, merci de compléter l'article en donnant les références utiles à sa vérifiabilité et en les liant à la section « Notes et références ».
Victor Julio Patiño-Fomeque alias El Quimico (le chimiste) est un narcotrafiquant colombien du cartel de Cali et du cartel Norte del Valle, actuellement[Quand ?] en prison dans une prison des États-Unis. Patiño-Fomeque était chargé d'assurer la sécurité et l'efficacité des opérations maritimes des expéditions de drogue du cartel Cali. 
Il s'est rendu aux autorités colombiennes le 24 juin 1995 et a été condamné à 12 ans de prison.

## Biographie
Patiño était un policier colombien et a été recruté plus tard par Gilberto et Miguel Rodriguez Orejuela, les dirigeants du cartel de Cali, pour être leur garde du corps.
Le 7 octobre 2005, Patiño et sa mère ont témoigné aux États-Unis et accusé un éminent homme politique colombien nommé Vicente Blel d'être l'un de ses principaux candidats. Selon Patiño, Blel l'a rencontré sous un faux nom, Julio Gómez, pour déguiser sa relation avec le cartel Cali et a également déclaré qu'il était un homme d'affaires de Cali prêt à collaborer à la campagne présidentielle d'Ernesto Samper. Patiño a également été personnellement présenté à Horacio Serpa, le chef du débat de Samper à l'époque. Blel a répondu qu'il avait effectivement rencontré Patiño, pensant qu'il s'agissait en fait de l'homme d'affaires Gomez, et qu'il avait collaboré avec lui à plusieurs reprises, l'aidant même à mettre des biens sous son nom et avec de nombreuses autres faveurs. Patiño et d'autres membres du cartel de Cali ont utilisé la corruption comme moyen de protéger leur commerce de drogue.
Cependant, depuis qu'il a décidé de témoigner aux États-Unis, il a vu au moins 35 membres de sa famille et amis massacrés en représailles pour sa trahison.
Patiño-Fomeque devait être libéré le 28 juin 2010 après avoir purgé six ans dans le système pénitentiaire américain. La DEA a décidé qu'il était préférable que Patiño-Fomeque retourne en Colombie, car il ne serait pas juste que le gouvernement américain protège un criminel de son envergure. À son retour en Colombie, Patiño-Fomeque est confronté à plusieurs affaires d'homicide et d'extorsion contre lui.
En 2010, la série télévisée Caracol El Cartel est interprétée par Waldo Urrego comme le personnage de Fermín Urrego El Tigre.